# Тошина бања
Тошина бања је бања која се налази недалеко од Златибора, у селу Рожанство. Позната је и као бања Вапа. У овој бањи налази се и минерални извор који лечи разноврсне болести, а посебно се користи у дерматолошке сврхе.

## Историја
Градња Тошине бање започета је средином седамдесетих година 20. века. Започета је изградња туристичко-бањског објекта, али је градња смрћу власника, Тоше Лазовића , обустављена тако да је објекат запуштен. Ипак и такав привлачи пажњу изгледом и употпуњује туристичку понуду и све атракције Златибора. Старац Тоша, рођен је у златиборском селу Рожанство 1914. године. Био је визионар. Последњу четвртину свог живота, посветио је покушају да подигне бањско лечилиште. Огромне бетонске куле које се подижу са крова, смештајни пансион, базени са лековитом водом и мостови - остали су недовршени.
Уз визију изградње туристичког лечилишта, Тоша је изградио пут до бање. Изградио је око километар пута који је повезује са центром Златибора. Мештани села Рожанство су се придружили и новчано помогли изградњи пута. Мештани ових златиборских села успели су да сакупе и уложе заједно у бањску вилу, неколико стотина хиљада евра. Подигли су пет спратова златиборског дворца који је окружен лековитом минералном водом.

## Тошин дворац
Пространи дворац на пет нивоа има широке терасе, попут висећих вртова. Куле се дижу ка врху, а замак је обложен црвеном фасадном циглом. Са леве стране од улаза су темељи цркве коју је газда Тоша планирао да подигне поред главног објекта у бањи. Испред дворца су купатила, некада је био и веома неговани травњак и базени за бањску воду. Испред једног од базена стоји порука посетиоцима: „Бањска вода, главно и древно извориште, бања Вапа, по причама мештана, ова вода лечи девет болести и то кожне болести, екцеме, ранице, лишајеве, перут у коси, знојење ногу, органе за варење и нерве. Лечи - све.“

## Минерална вода
На овом месту не извире термална вода. Реч је о температури воде од неких 17 °C и није слана. Вода је питка и лековита за кожу. Чесме су извучене на три цеви. Две су смештене посебно, а једна мало даље.